# Jacobus Boonen
Pour les articles homonymes, voir Boonen.
 (septembre 2016).
Jacobus Boonen (Anvers, le 11 octobre 1573 - Bruxelles, le 30 juin 1655) est un prélat et un juriste. De 1616 à 1620, il fut le 6e évêque du diocèse de Gand, et de 1621 à 1655, le 4e archevêque du diocèse de Malines.

## Carrière
Jacobus Boonen fut étudiant à Louvain (1587-1595) et s’établit comme avocat. Il accompagna le prince d'Arenberg dans une mission diplomatique auprès de la République de Hollande et, revenu en Belgique, devint principal intendant de la Maison d’Arenberg..
En 1607, après avoir reçu les ordres sacrés, il fut nommé juge synodal par le concile provincial de Malines puis, l’année suivante, official par l'archevêque Matthias Hovius. En 1611, il devint conseiller ecclésiastique au Grand Conseil de Malines et, en 1612, doyen du chapitre métropolitain.

## Évêque de Gand
Le 28 novembre 1616, il fut nommé évêque de Gand et consacré par l'archevêque de Malines Matthias Hovius le 5 février 1617.

## Archevêque de Malines
Le 7 juillet 1620, il fut élu archevêque de Malines et obtint ses bulles de translation le 21 octobre 1621.
Le rétablissement de la discipline chez les clercs et les fidèles, ainsi que le renforcement de l'éducation lui tenaient profondément à cœur. C’est pendant son épiscopat que parut le deuxième Catéchisme de Malines de Willem de Pretere (1578-1626.
S’étant laissé gagner par les théories de Jansénius, il empêcha que fût promulguée la bulle pontificale de condamnation Cum occasione du 31 mai 1653.
En 1653, il fut pour ce motif suspendu par Innocent X de toute juridiction et de toute fonction ecclésiastique, mais, s’étant soumis, il obtint l'absolution de ces censures et fut réintégré dans ses fonctions.